# Nissan R89C
Nissan R89C foi um protótipo de corrida, desenvolvido pela Nissan,  para participar da WSC (World Sportscar Championship) e da All Japan Sports Prototype Championship, bem como nas 24 Horas de Le Mans 1989.

## Desenvolvimento
Projetado para substituir a série March de chassis desenvolvido para Nissan, o R89C se tornou o principal projeto para o upgrade da nova família de carros da Nissan. Com apoio da Lola Racing Cars, o R89C apresentou um kevlar com monocoque de fibra de carbono (chamado pela Lola de T89/10). O protótipo apresentava um motor Nissan VRH35 twin-turbo 3.5L V8 DOHC, que podia desempenhar até 950 bhp de potência.